# Joseph Schildkraut
Joseph Schildkraut (Viena, Áustria, 22 de março de 1896 - Nova Iorque, Estados Unidos, 21 de janeiro de 1964) foi um ator de teatro e cinema austríaco.

## Infância
Nascido em Viena, Áustria, Schildkraut era o filho do ator de teatro (e depois de cinema) Rudolf Schildkraut. O mais novo Schildkraut se mudou para os Estados Unidos no início dos anos 1900. Ele apareceu em muitas produções da Broadway. Entre as peças em que atuou destaca-se uma produção notável de Peer Gynt.

## Carreira
Em 1921, Joseph atuou como personagem título da primeira produção teatral americana de Ferenc Molnár, Liliom, a peça que viria ser a base do musical Carousel, de Rodgers e Hammerstein.
Ele, então, começou a trabalhar em cinema mudo, embora, ocasionalmente, tenha voltado para o teatro. Ele começou a fazer sucesso cedo em filmes como Chevalier de Vaudrey em Orphans of the Storm, de D. W. Griffith, com Lillian Gish. Mais tarde, ele foi destaque no Filme épico de Cecil B. DeMille The King of Kings, como Judas Iscariotes, em 1927. O pai de Schildraut, Rudolf, também apareceu no filme. Joseph também interpretou Gaylord Ravenal, em 1929 na versão cinematográfica de Show Boat, romance de Edna Ferber. O personagem do filme de 1929, era muito mais parecido com o original de Ferber do que o do musical clássico de Rodgers e Hammerstein bem como nas versões do musical de 1936 e 1951.
Schildkraut recebeu o Oscar de melhor ator coadjuvante pelo seu papel como Alfred Dreyfus em The Life of Emile Zola, de 1937. Ganhou ainda mais fama ao interpretar o ambicioso Duque de Orléans no épico histórico Marie Antoinette, de 1938, ao lado de Norma Shearer, Tyrone Power, John Barrymore e Robert Morley, e fez uma performance notável como o vilão Nicolas Fouquet na versão de 1939 de O Homem da Máscara de Ferro.
Joseph também é lembrado pelo papel de Otto Frank em O Diário de Anne Frank, de 1959. Ele foi um ator ativo e fez participações em vários programas de televisão, em 1953 interpretou Claudius na versão televisiva, nomeada Hallmark Hall of Fame, Hamlet, com Maurice Evans no papel título. Ele também apareceu em dois episódios de The Twilight Zone. Em 1963 foi indicado no Emmy como Melhor ator por sua performance em uma participação especial no drama Sam Benedict da NBC, com Edmond O'Brien e Richard Rust.

## Vida pessoal
Schildkraut foi casado três vezes. Ele morreu na cidade de Nova Iorque, Nova Iorque. Por sua contribuição à indústria cinematográfica, foi premiado com uma estrela na Calçada da Fama de Hollywood no número 6780 da Hollywood Boulevard.

## Filmografia parcial
- Orphans of the Storm (1921)
- The Road to Yesterday (1925)
- The King of Kings (1927)
- Show Boat (1929)
- Viva Villa! (1934)
- Cleopatra (1934)
- The Crusades (1935)
- The Garden of Allah (1936)
- Slave Ship (1937)
- Souls at Sea (1937)
- The Life of Emile Zola (1937)
- Lancer Spy (1937)
- Marie Antoinette (1938)
- Suez (1938)
- Idiot's Delight (1939)
- Lady of the Tropics (1939)
- The Man in the Iron Mask (1939)
- Mr. Moto Takes a Vacation (1939)
- The Rains Came (1939)
- The Shop Around the Corner (1940)
- The Tell-Tale Heart (1941)
- Flame of Barbary Coast (1945)
- The Cheaters (1945)
- Monsieur Beaucaire (1946)
- Northwest Outpost (1947)
- The Diary of Anne Frank (1959)
- The Greatest Story Ever Told (1965)